# Багговут, Вадим Алексеевич
Вадим Алексеевич Багговут (ум. 1 октября 1966, Манила) — мичман, участник Гражданской и Второй мировой войн.

## Биография
Вадим Багговут обучался в Симбирском кадетском корпусе (не окончил), с 1916 года — гардемарин 4-й роты Морского кадетского корпуса, в 1917 году переведённой в Отдельные гардемаринские классы и слитой с 3-й ротой.
С 12 ноября 1917 г. участвовал в заграничном плавании на вспомогательном крейсере «Орел». В декабре 1918 г. «Орел» прибыл из Сайгона во Владивосток, где незадолго перед тем утвердилась власть Верховного Правителя Адмирала Колчака. Багговут был зачислен в 1-ю роту Морского училища, оттуда перевелся в Учебно-инструкторскую школу, из которой осенью 1919 г. выпущен подпоручиком.
С сентября 1921 г. служил в Сибирской флотилии в Морской роте, с февраля 1922 г. во 2-й роте Отдельного Морского десантного батальона, с августа 1922 г. на канонерской лодке «Манджур». Мичман военного времени (переименован из подпоручиков 5 августа 1921 г.).
13 августа 1922 г. Багговут был разжалован воеводой Земской рати М. К. Дитерихсом в рядовые, с формулировкой «за отсутствие чести и достоинства офицерского звания».
После эвакуации Белых сил Приморья, Багговут прибыл на Филиппины матросом 2-й статьи транспорта «Свирь». Чин мичмана военного времени был ему возвращён приказом контр-адмирала Г. К. Старка в Олонгапо 8 августа 1923.
В эмиграции Багговут остался на Филиппинах, во время Второй мировой войны участвовал в партизанской войне с японцами, оккупировавшими острова, стал капитаном филиппинской армии. Умер 1 октября 1966 г. в Маниле. Был холост.